# سوسمار شکلی
سوسمارشَکِلی یا سوسمارشائه‌کِلی (نام علمی: Darevskia schaekeli)، یک گونه سوسمار از سردهٔ Darevskia و بومی ایران است.